# 愛瑪·迪·可力
愛瑪·迪·可力（法語：Emma de Caunes，1976年9月9日—）是一位法國女演員。其父为著名电视节目主持人。

## 簡歷
她出生在法國巴黎。星座是處女座。
年少時就踏入演員生涯；1997年獲得巴黎電影節最佳女演員獎；並於1998年贏得凱撒電影獎最佳女新人殊榮。

## 個人生活
2001年與歌手辛克萊結婚，2002年10月與辛克萊誕下了女兒妮娜，2005年與辛克萊離婚。女兒的撫養權給了辛克萊。
2011年9月再與漫畫家傑米·休利特結婚。

## 聲演
| 年份   | 片名                   | 角色        | 备注              |
| 1999年 | 《衰仔樂園》           | Moles的媽媽 | 動畫電影          |
| 2003年 | 《Beyond Good & Evil》 |             | PlayStation 2遊戲 |

## 外部連結
- 愛瑪·迪·可力的Instagram帳戶
- https://twitter.com/emma_de_caunes/ （页面存档备份，存于） 愛瑪·迪·可力 Twitter